# Anna von Ostfriesland

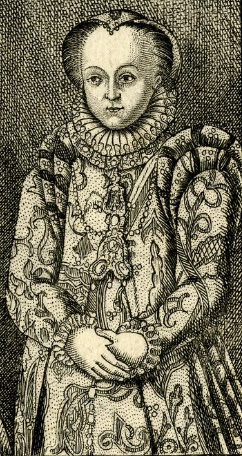
Anna von Ostfriesland. Ausschnitt aus einem 1773 entstandenen Kupferstich von Johann Georg Wissger

Anna von Ostfriesland (* 26. Juni 1562 in Aurich; † 18. April/19. April 1621 in Neuhaus (Böhmen), heute: Jindřichův Hradec) war eine ostfriesische Prinzessin, die dreimal verheiratet war und so Pfalzgräfin von Simmern und Kurfürstin von der Pfalz, Markgräfin von Baden-Durlach sowie Herzogin von Sachsen-Lauenburg war.

## Leben
Anna war das zweite Kind von Graf Edzard II. von Ostfriesland aus dem Geschlecht der Cirksena und der schwedischen Königstochter Katharina Wasa. Sie hatte neun Geschwister.
Am 12. Juli 1583 heiratete sie in Heidelberg den Pfalzgrafen Ludwig VI. (* 4. Juli 1539; † 22. Oktober 1583). Dieser hatte sie gut ein Jahr nach dem Tod seiner ersten Frau geehelicht. Die nur wenige Monate dauernde Ehe blieb kinderlos. Zwei Jahre nach Ludwigs Tod heiratete sie am 21. Dezember 1585 sein ehemaliges Mündel, Ernst Friedrich von Baden-Durlach (* 17. Oktober 1560; † 14. April 1604). Auch diese Ehe blieb kinderlos. Ihre dritte und letzte Ehe schloss sie schließlich am 7. März 1617 in Grabow mit Julius Heinrich von Sachsen-Lauenburg. Auch diese Verbindung blieb kinderlos. Am 21. April 1621 starb Anna in Neuhaus (Böhmen). Sie wurde neben ihrem ersten Gemahl in der Heiliggeistkirche in Heidelberg begraben, aber ihr Grab ist nach Brand und Plünderungen im Pfälzischen Erbfolgekrieg nicht mehr erhalten.